# Cheilosia griseiventris
Cheilosia griseiventris es una especie de sírfido. Se distribuyen por Europa y el Magreb.